# زیست‌گاهشماری

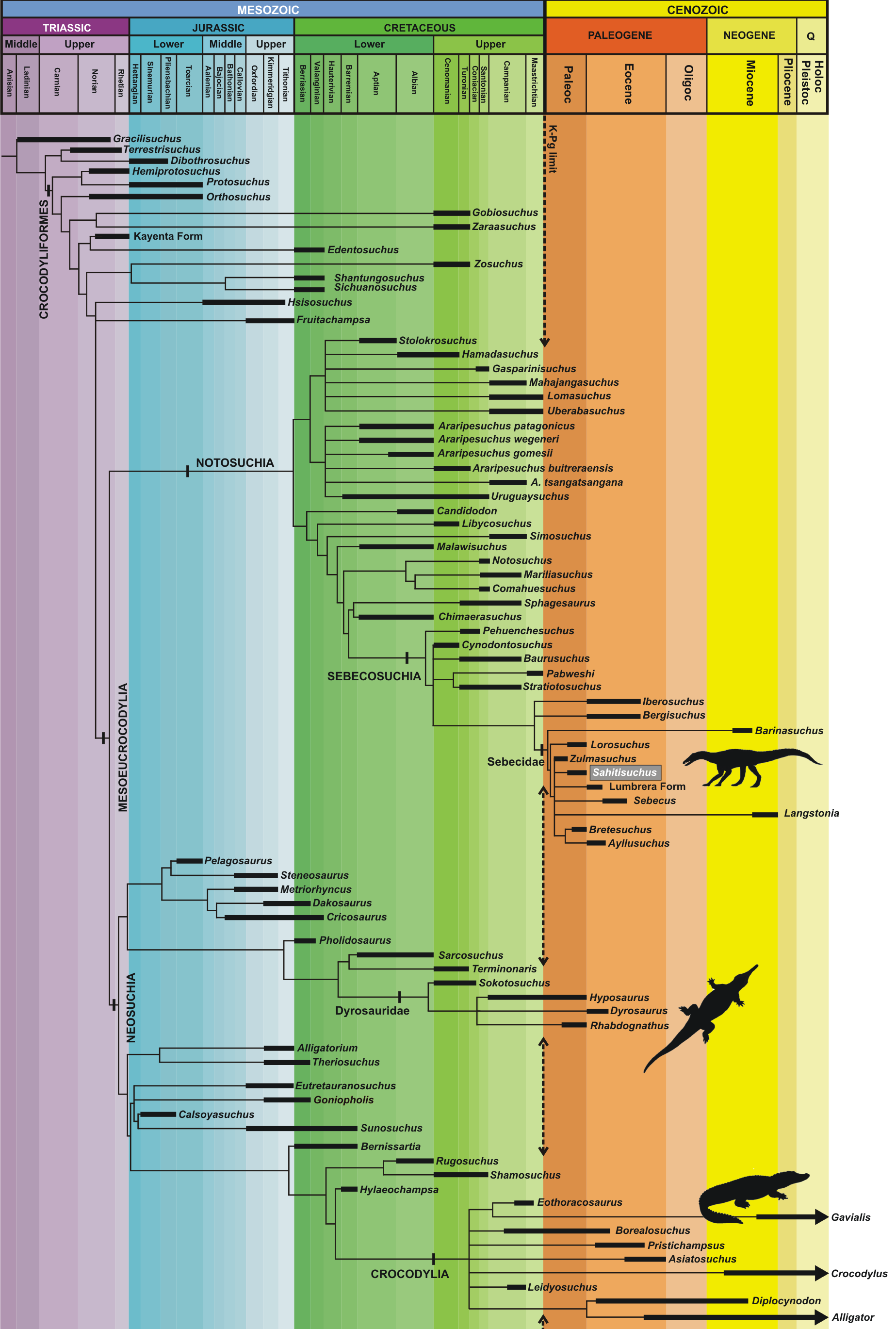
زیستگاه شماری از Crocodylomorpha بر اساس درخت اجماع دقیق به دست آمده توسط تجزیه و تحلیل فیلوژنتیک و محدوده زمانی ثبت شده است.

زیست‌گاه‌شماری (به انگلیسی: Biochronology)، سن‌یابی نسبی رویدادهای زمین‌شناختی با استفاده از روش‌ها یا شواهد دیرینه‌شناختی یا زیست‌چینه‌ای را زیست‌گاهشماری (biochronology) می‌نامند. برای این سن‌یابی از بررسی سنگواره‌ها استفاده می‌شود.

## واحد زیست‌گاهشماری
الف) یک تقسیم بندی زمان است که بر پایه داده‌های زیست‌چینه‌شناسی یا دیرین‌شناسی عینی و واقعی مشخص می‌شود. یک واحد زمان‌زمین‌شناسی است که در طی آن رسوب‌گذاری یک واحد زیست‌چینه‌ای رخ داده است. مثلاً مدت زمان همخوان با یک زون زیست‌چینه‌ای، یا یک گاه زیست برابر با یک زیست‌زون (بیوزون) زمان‌چینه‌ای.
ب) اصطلاحی است که توسط یلستزکی برای جایگزینی واحد زیست‌چینه‌ای و واحد زمان‌چینه‌ای استفاده شد، که عبارت است از یک واحد سنگی در محل تیپ خود «با توافق بین متخصصان امر، در هر جایی به‌وسیلهٔ معیار تطابق زمانی یافت شده در سنگ‌های حامل، که در عمل به معنای فسیل‌های ارزشمند از نظر زمین‌شناسی زمان یا ژئوکرونولوژی می‌باشد»؛ یک واحد زمان‌چینه‌ای که به عنوان یک واحد زیست‌چینه‌ای در نظر گرفته می‌شود.